# GR-46611
GR-46611 je antagonist 5-HT1A receptora.